# Othresypna sumatrensis
Othresypna sumatrensis là một loài bướm đêm trong họ Noctuidae.